# Турчевич, Александр Бонавентурович
Алекса́ндр Бонавенту́рович Турче́вич (26 февраля 1855, Киев — 30 декабря 1909, Пермь) — пермский архитектор и актёр, потомственный дворянин из Киевской губернии.

## Биография

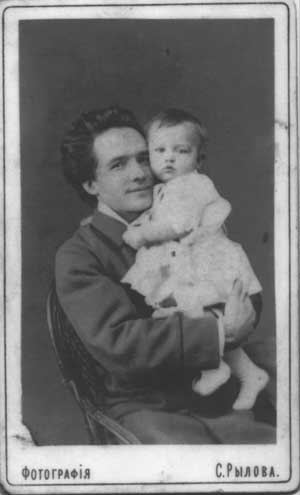
А. Б. Турчевич с сыном Борисом в 1886 г.

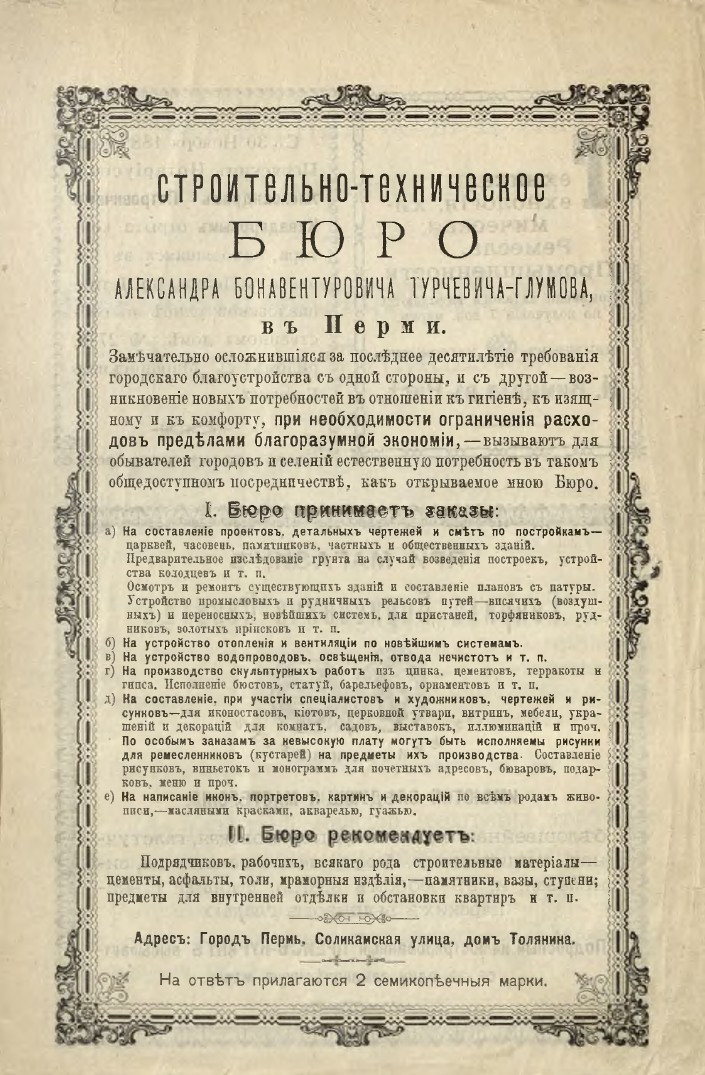
Рекламное объявление в 1889 г.

Родился в 1855 году в дворянской семье польского происхождения.
Учился в Московском Строгановском училище живописи, ваяния и зодчества, но обучение не закончил. Во время учёбы заинтересовался театральной деятельностью (выступал на сцене под творческим псевдонимом «А. Глумов» практически до конца жизни) и встретил свою будущую жену — актрису Ольгу Петровну Смердову. Оставив учёбу, он создал актёрскую труппу. В 1883 году переехал в Пермь и в 1884 году руководил постановкой драмы «Горе от ума».
Сценическая деятельность не могла обеспечить Турчевичу достаточно средств к существованию, поэтому он вернулся к своей первой профессии. В 1885 году сдал экстерном экзамен на право производства строительных работ и стал принимать заказы на проектирование зданий. В 1888 году создал «Строительно-техническое бюро А. Б. Турчевича».
Несмотря на занятость в строительном бюро, до конца жизни Турчевич не прекращал театральную деятельность, хотя и в качестве любителя.
Получив крупное наследство, в 1891—1892 годах построил на углу улицы Екатерининской и Верхотурского переулка (сейчас — улица Екатерининская, 32 — угол улиц Екатерининская и Островского) по собственному проекту двухэтажное здание с башенками по углам (Дом Турчевича). Этот дом он подарил супруге.
По вероисповеданию был католиком.

## Семья
- Отец: Бонавентура Антонович Турчевич (внук Василия Федоровича Турчевича)[2] Бонавентуре Антоновичу принадлежала (1864) часть села Сидоровка Каневского уезда Киевской губернии при речке Хоробре с 987 десятинами (1075 Га) земли, доставшаяся по наследству от отца Антона.[3]
- Мать: Миртиллия Карловна[2]
- Братья: Петр Бонавентурович, Альфонс Бонавентурович[2]
- Жена: Ольга Петровна Турчевич (Смердова) (1856—?)[1]
- Сын: Борис Александрович Турчевич

## Реализованные проекты
По его проектам на Урале построено более 150 зданий, в том числе 50 церквей (из некролога). Наиболее известные из его работ:

### Пермь
- реконструирован Дом Мешкова (сейчас — здание Пермского краевого музея);
- Дом Грибушина (сейчас — Пермский научный центр УрО РАН);
- Дом Е. И. Любимовой (сейчас Театр юного зрителя);
- Дом Тупицыных (здание Крестьянского поземельного банка, сейчас РУ ФСБ) (ул. 25 Октября, 12);
- Усадьба Тупицыных (ул. Екатерининская, 210);
- Здание акцизного управления (сейчас на этом месте перестроенное здание Главпочтамта) (ул. Ленина, 28);
- Здание Епархиального женского училища;
- Палаты Е. И. Любимовой (ул. Сибирская, 25);
- Казённый винный склад (ул. Окулова, 73)[4].
- реконструкция здания Казённой палаты;
- проект перестройки бывшего дома екатеринбургской купеческой вдовы Серафимы Васильевны Большаковой (для здания Пермского отделения Государственного банка). Перестроен в 1896—1897 гг. (ул. 25 Октября, 16);
- Церковь Марии-Магдалины (ул. Ленина, 11);
- Церковь при Мариинской женской гимназии (ул. Екатерининская, 23);
- Никольская церковь в Мотовилихе (не сохранилась);
- по его проекту (1903) расширено здание Богородицкого попечительства (ул. Пермская, 55);
- Предположительно являлся автором проекта (подтверждающих документов не обнаружено) Торгового дома Ижболдиных (улица Петропавловская, дом 65)[5][6]
- Часовня-памятник на могиле Грацинского И. Ф. на Архиерейском кладбище (1889)[7]

### Другие города
- Верхотурье: Собор Воздвижения Креста Господня
- Оса: Троицкий собор
- Кунгур: Предтеченский храм
- Ершовка: Церковь Николая Чудотворца;
- Сарапул: Здание гимназии и дом Ф. Г. Пешехонова;
- Екатеринбург: Дом Железнова и воспитательный дом Верх-Исетского завода (по другим данным воспитательный дом - проект Ю.О. Дютеля[8]);
- Серов: Спасо-Преображенский Собор
- Заводской поселок при Березниковском содовом заводе (заводоуправление, двухэтажная школа, больница, жилые дома, индивидуальный проект для каждого здания)

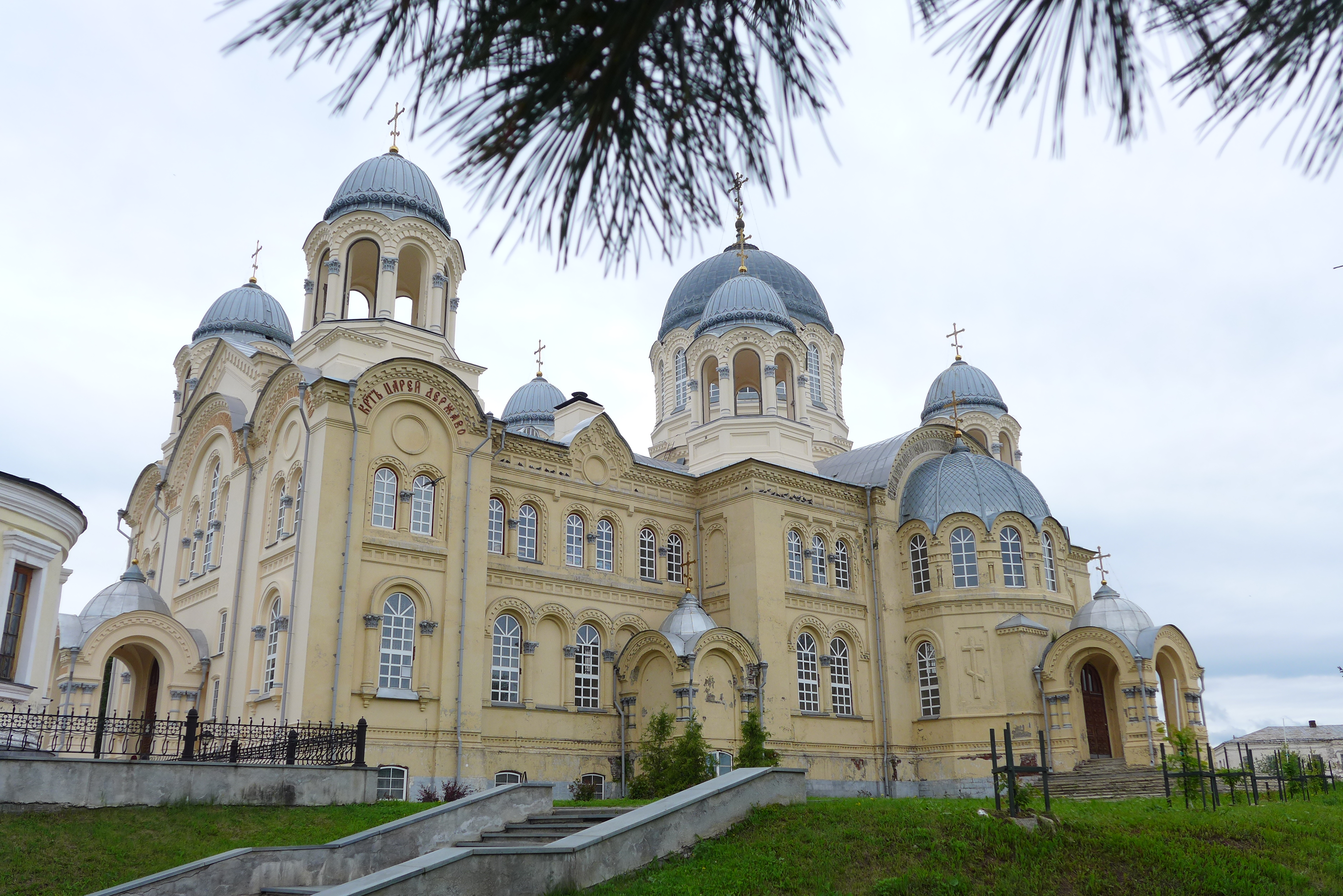
Собор Воздвижения Креста Господня в Верхотурье
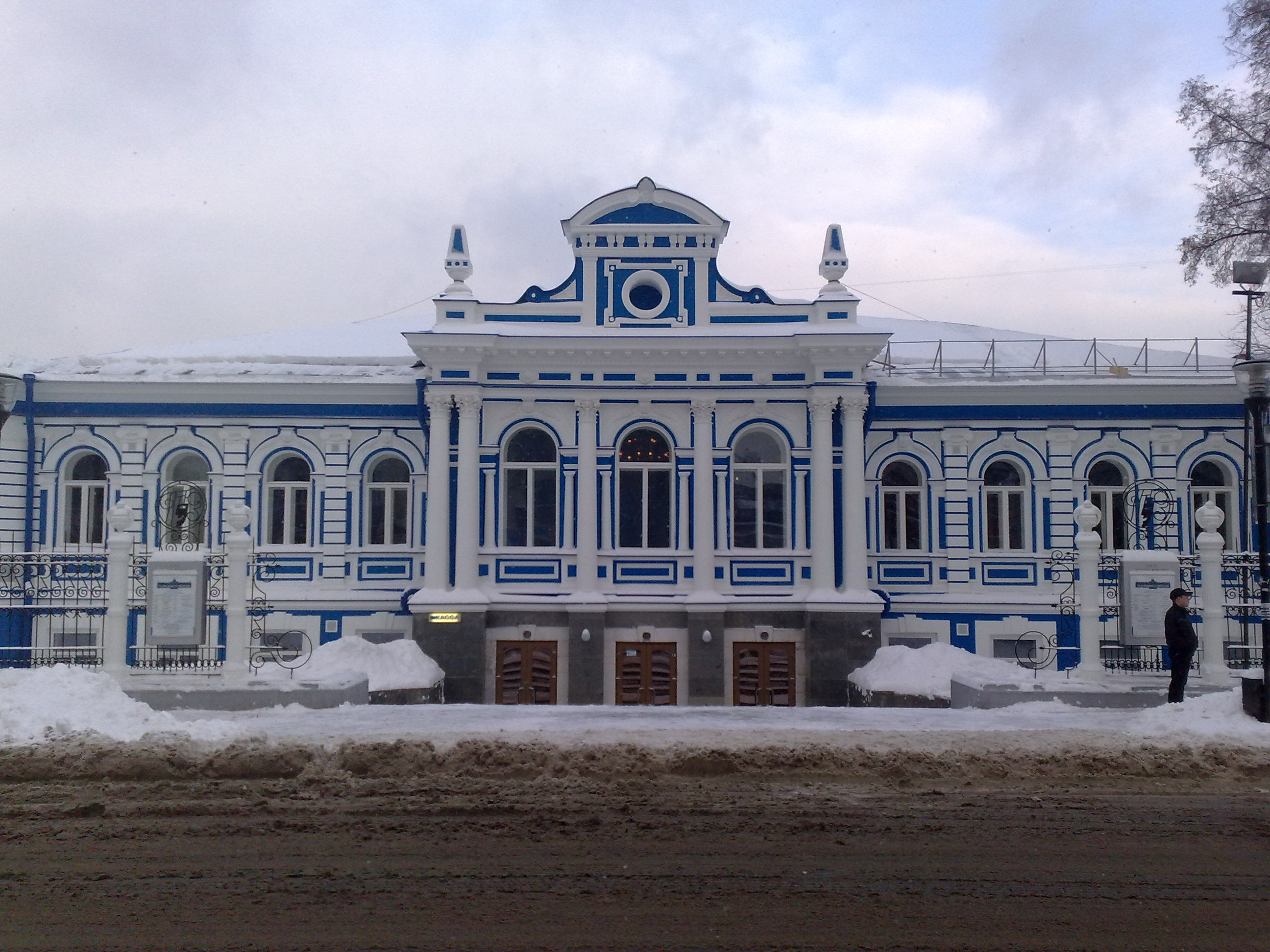
Дом Е. И. Любимовой (сейчас Театр юного зрителя)
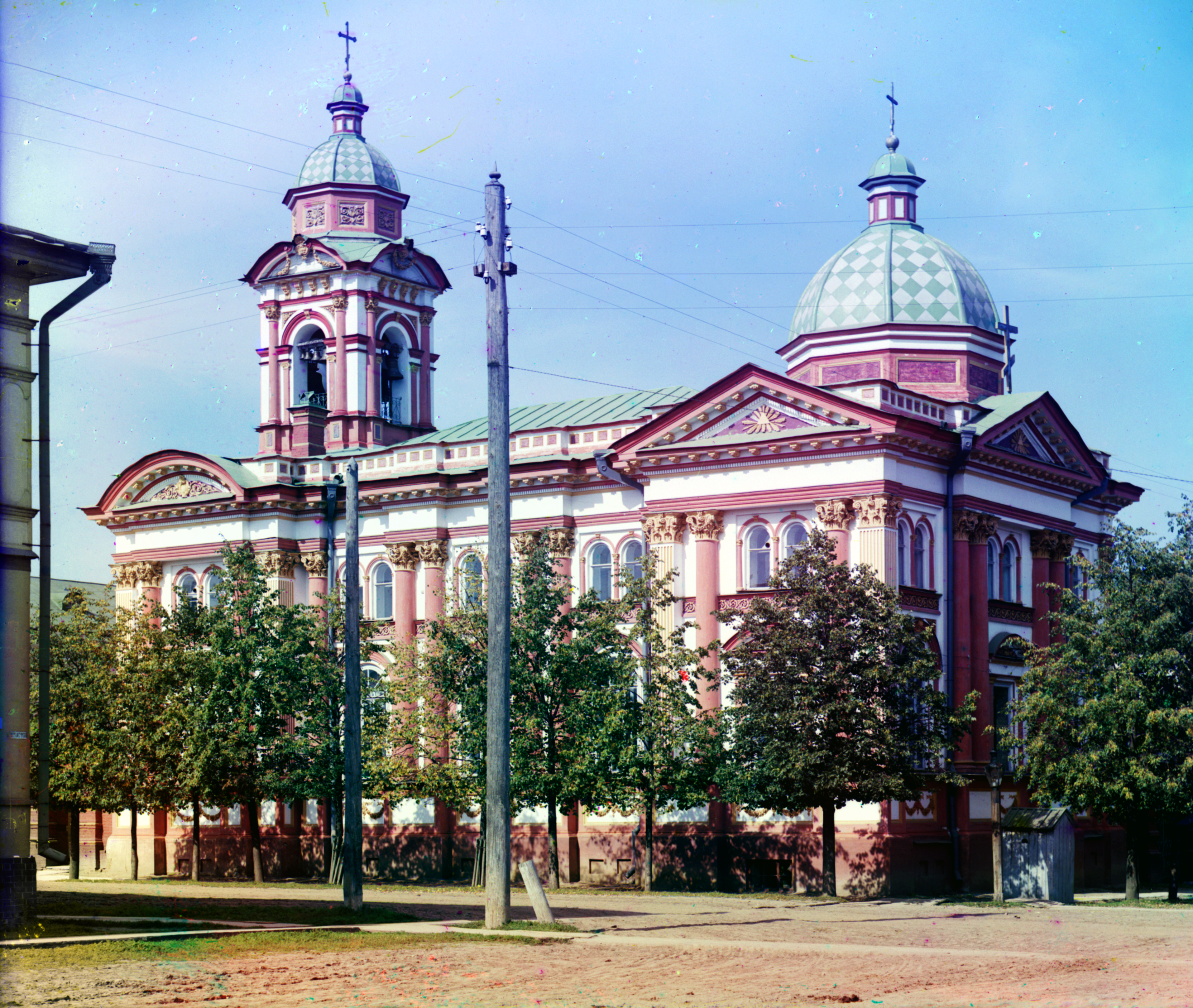
Церковь Марии-Магдалины
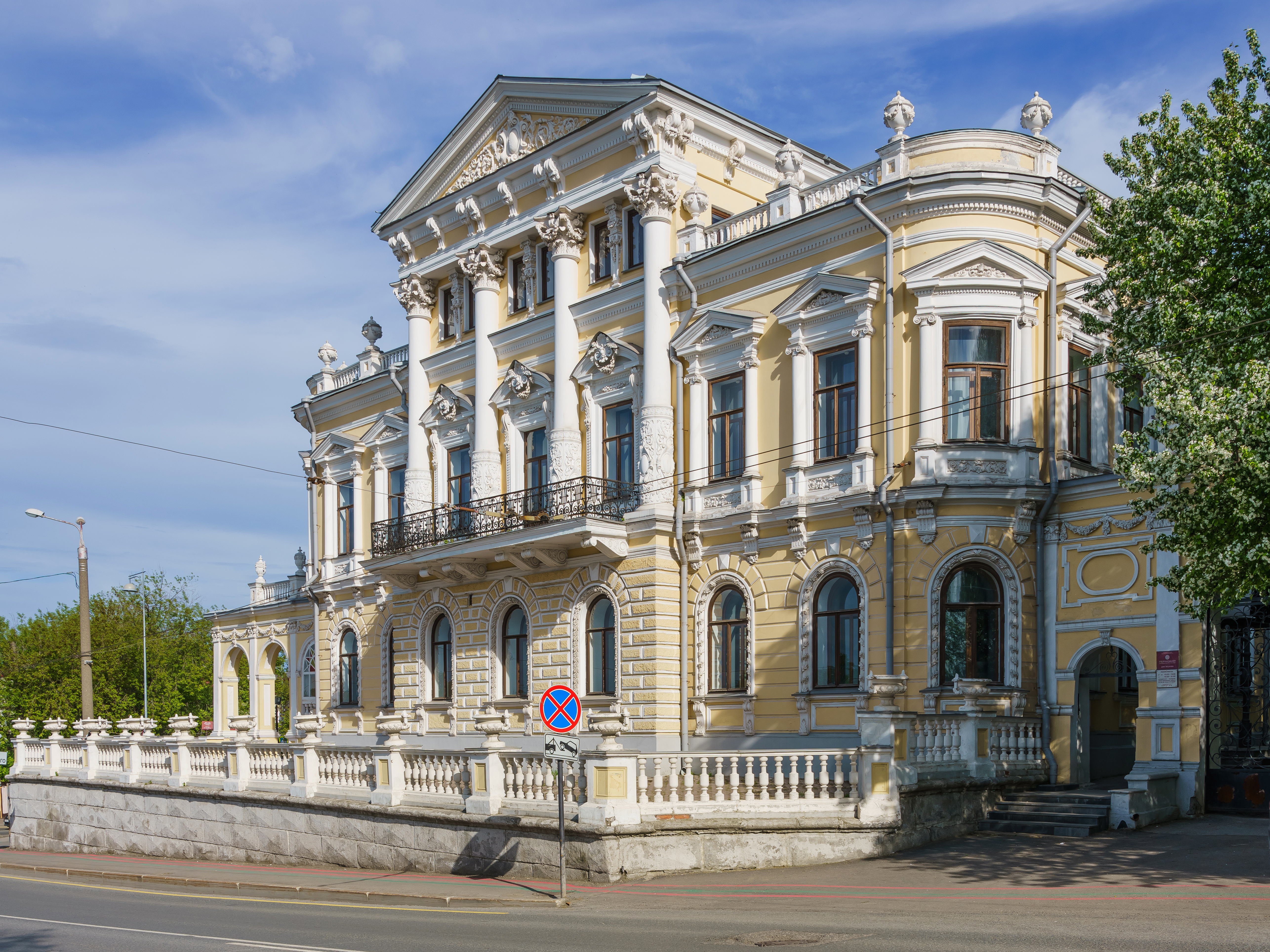
Дом Мешкова, Пермь
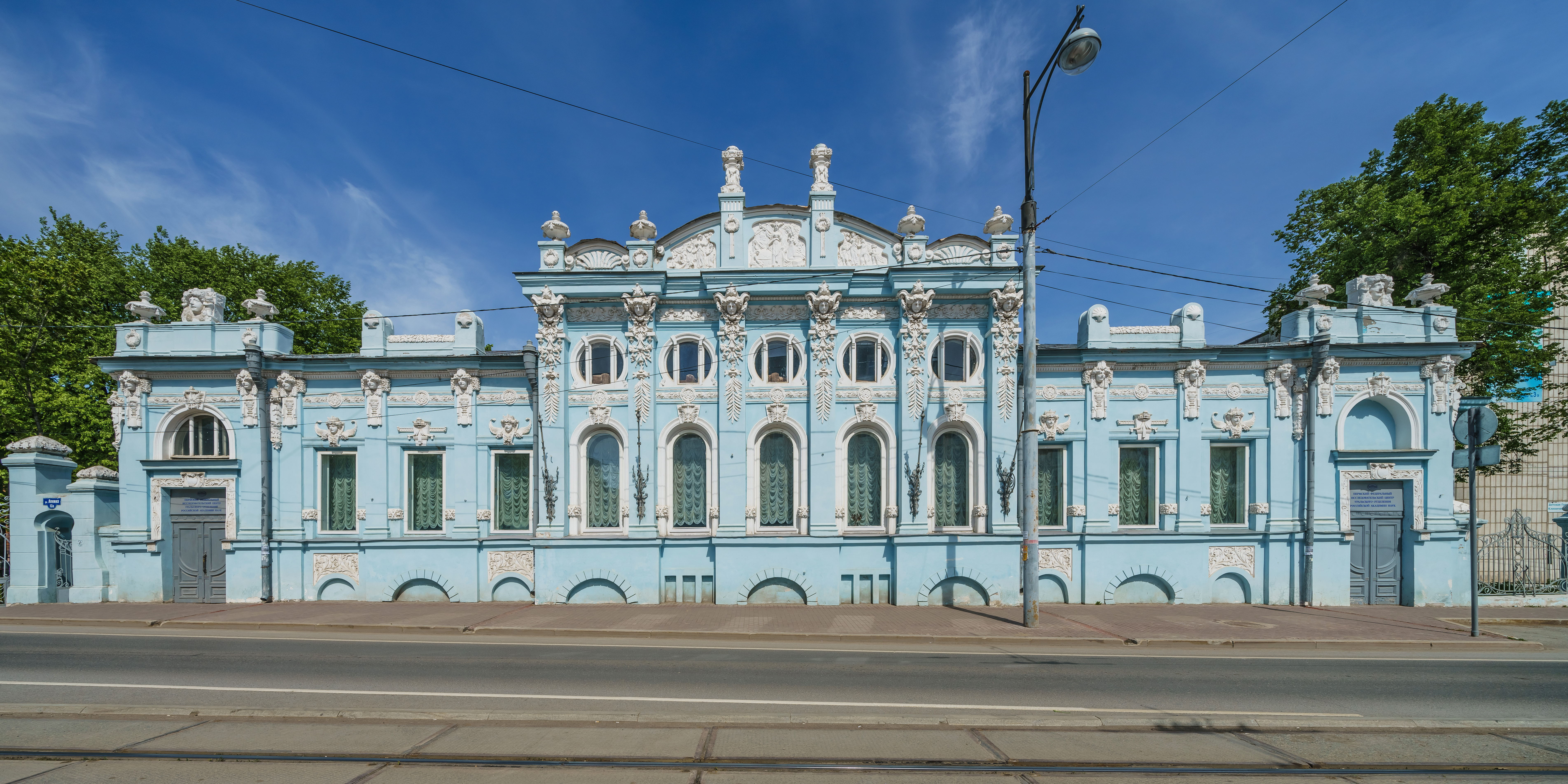
Дом С. М. Грибушинаы
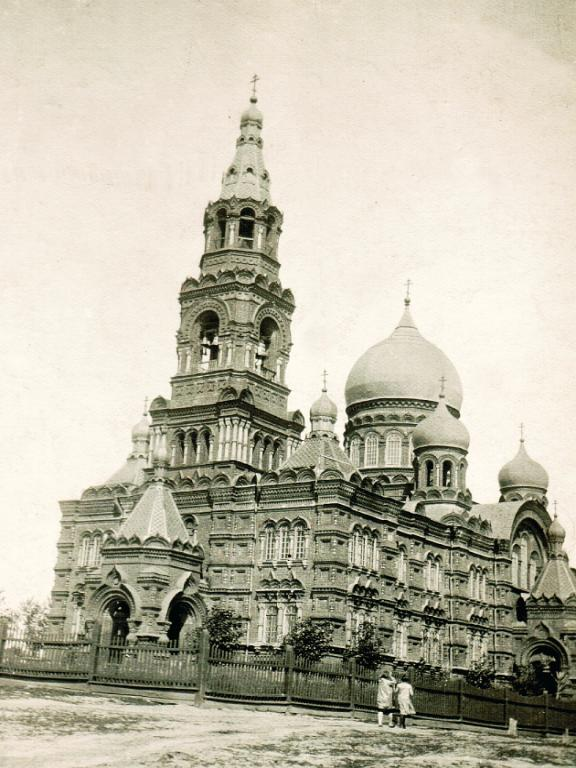
Спасо-Преображенский собор в Серове, разрушенный в 1931-м году
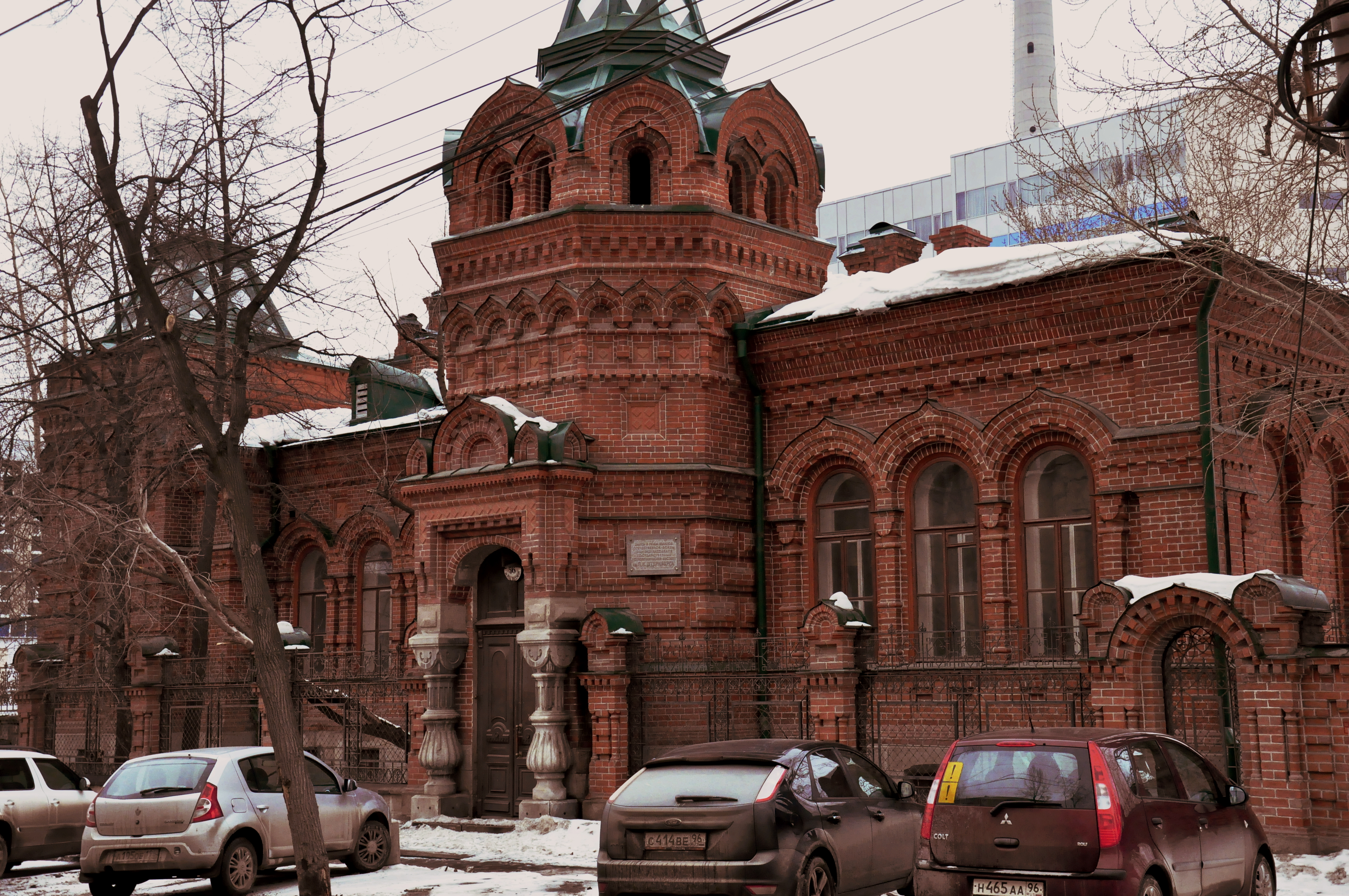
Дом Железнова, Екатеринбург (1892—1895)
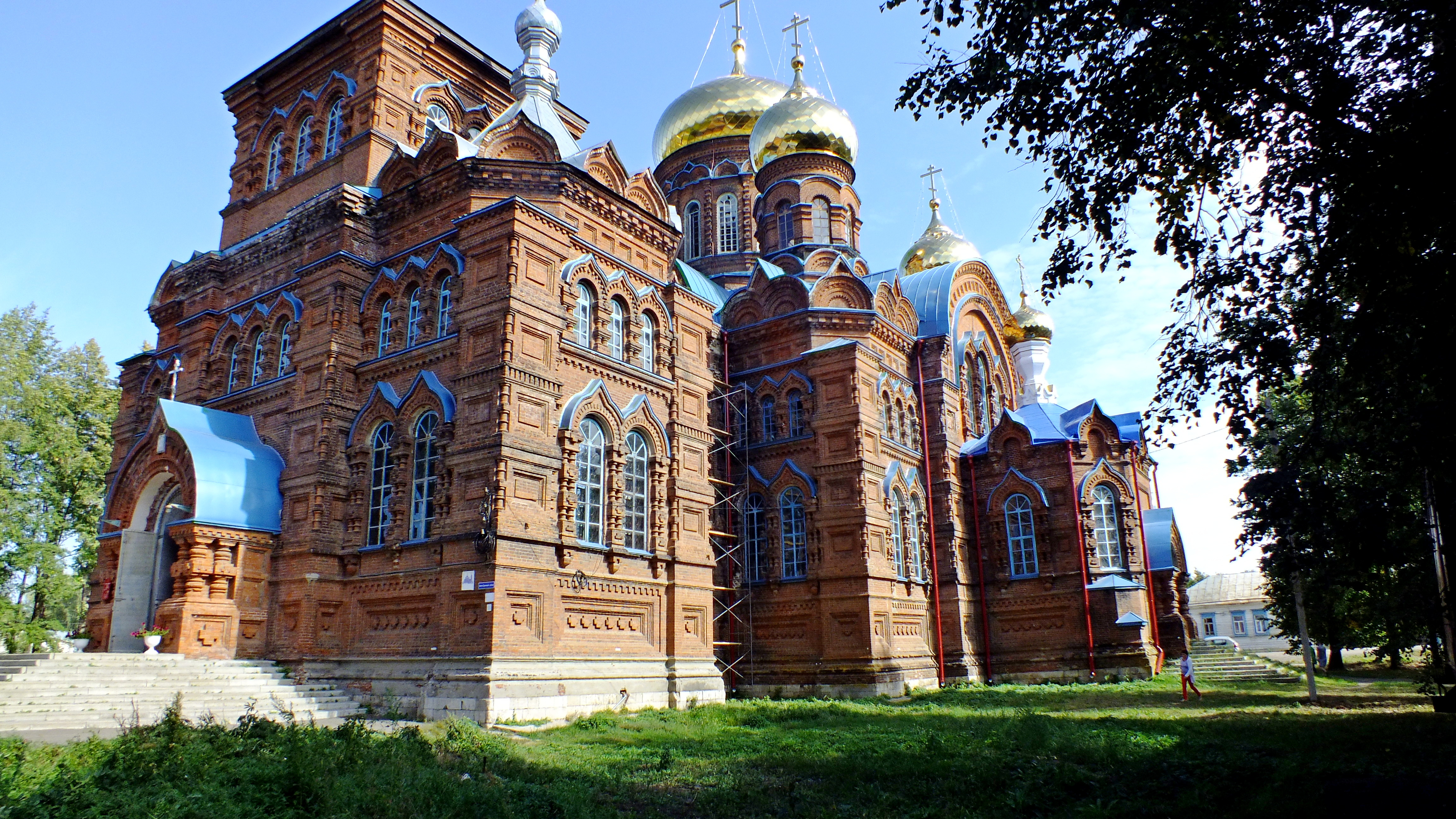
Троицкий собор в Осе